# Гошин, Владимир Анатольевич
Владимир Анатольевич Гошин (бел. Уладзімір Анатольевіч Гошын; род. 31 августа 1962 года, пос. Джурун, Актюбинская область, Казахская ССР, СССР) — белорусский государственный деятель, дипломат. Чрезвычайный и Полномочный Посол Республики Беларусь в Социалистической Республике Вьетнам, Чрезвычайный и Полномочный Посол Республики Беларусь в Королевстве Камбоджа по совместительству.

## Биография

### Образование
- В 1984 году окончил Минский государственный лингвистический университет.
- В 1999 году окончил Российскую таможенную академию.
- Магистр юридических наук.

### Карьера
Работал учителем английского языка Сольской средней школы Сморгонского района Гродненской области.
С 1988 года поступил на службу в таможенные органы. Проходил службу в Минской региональной таможне, Государственном таможенном комитете Республики Беларусь, Управлении внешнеполитической и внешнеэкономической деятельности Управления делами Совета Министров Республики Беларусь. В 1994—1997 годах — начальник отдела, заместитель начальника Минской региональной таможни. В 1997—1998 годах — главный специалист Государственного секретариата Совета безопасности Республики Беларусь.
С апреля 1998 года — заместитель, а с февраля 2008 года по 1 июля 2011 года — первый заместителем Председателя Государственного таможенного комитета Белоруссии.
С 1 июля 2011 года по 15 декабря 2011 года — Чрезвычайный и Полномочный Посол Республики Беларусь в Индии.
С 1 февраля 2012 года по 31 января 2016 года — член Коллегии (Министр) по таможенному сотрудничеству Евразийской экономической комиссии, курировал деятельность Департамента таможенной инфраструктуры (директор — Скиба Владимир Юрьевич с 16.04.2012 по 30.09.2016) и Департамента таможенного законодательства и правоприменительной практики (директор — Некрасов Дмитрий Викторович с 20 апреля 2012), являлся первым руководителем Делегации для проведения переговоров с Китайской Народной Республикой о заключении соглашения об обмене информацией о товарах и транспортных средствах международной перевозки, перемещаемых через таможенные границы Таможенного союза и Китайской Народной Республики.
13 июня 2016 года назначен Чрезвычайным Послом Республики Беларусь в Социалистической Республике Вьетнам, Чрезвычайным и Полномочным Послом Республики Беларусь в Королевстве Камбоджа по совместительству. 15 декабря того же года назначен послом в Лаосе, Мьянме и Таиланде по совместительству. Освобождён от этих должностей 10 февраля 2022 года.

## Награды
- Почётная грамота Национального собрания Белоруссии (26 февраля 2007 года) — за заслуги в развитии законодательства Республики Беларусь[9].
- Почётная медаль Всемирной таможенной организации (2002 год).
- Медаль «За вклад в создание Евразийского экономического союза» 1 степени (8 мая 2015 года, Высший совет Евразийского экономического союза)[10].

## Чины, звания и ранг
- Государственный советник таможенной службы III ранга[11].
- Чрезвычайный и Полномочный Посол (13 июня 2016 года)[3]